# Патронная пачка
Пачка — устройство объединения нескольких патронов в один элемент для облегчения заряжания многозарядного огнестрельного оружия, благодаря чему ускоряется процесс перезарядки; разновидность обоймы.
Следует отличать собственно обойму от пачки. Разница в том, что пачка с патронами вставляется внутрь магазина и находится там вплоть до полного израсходования патронов, после чего удаляется через открытое окно вверху или внизу ствольной коробки. Находясь в магазине, пачка удерживает в нём патроны и направляет их при досылании в патронник. Обойму же используют только при заряжании оружия.
Правда, такое различие между пачкой и обоймой имеется только в русскоязычной терминологии. До издания А. Б. Жука «Энциклопедия стрелкового оружия» использовалось также название «обойма для пачечного заряжания», а термин «пачка» ВЭС назван просторечным. Например, в английском языке и то, и другое обычно называют одним словом clip (en-bloc clip — «пачка», stripper clip — «обойма»).
Известно несколько типов пачек в зависимости от типа применяемого оружия. В современном оружии пачечное заряжание уже не используется.
Существуют приспособления типа пачек для ускоренного одновременного заряжания нескольких патронов в барабан револьвера (в виде прорезных планок или выгнутого из проволоки сложного профиля).

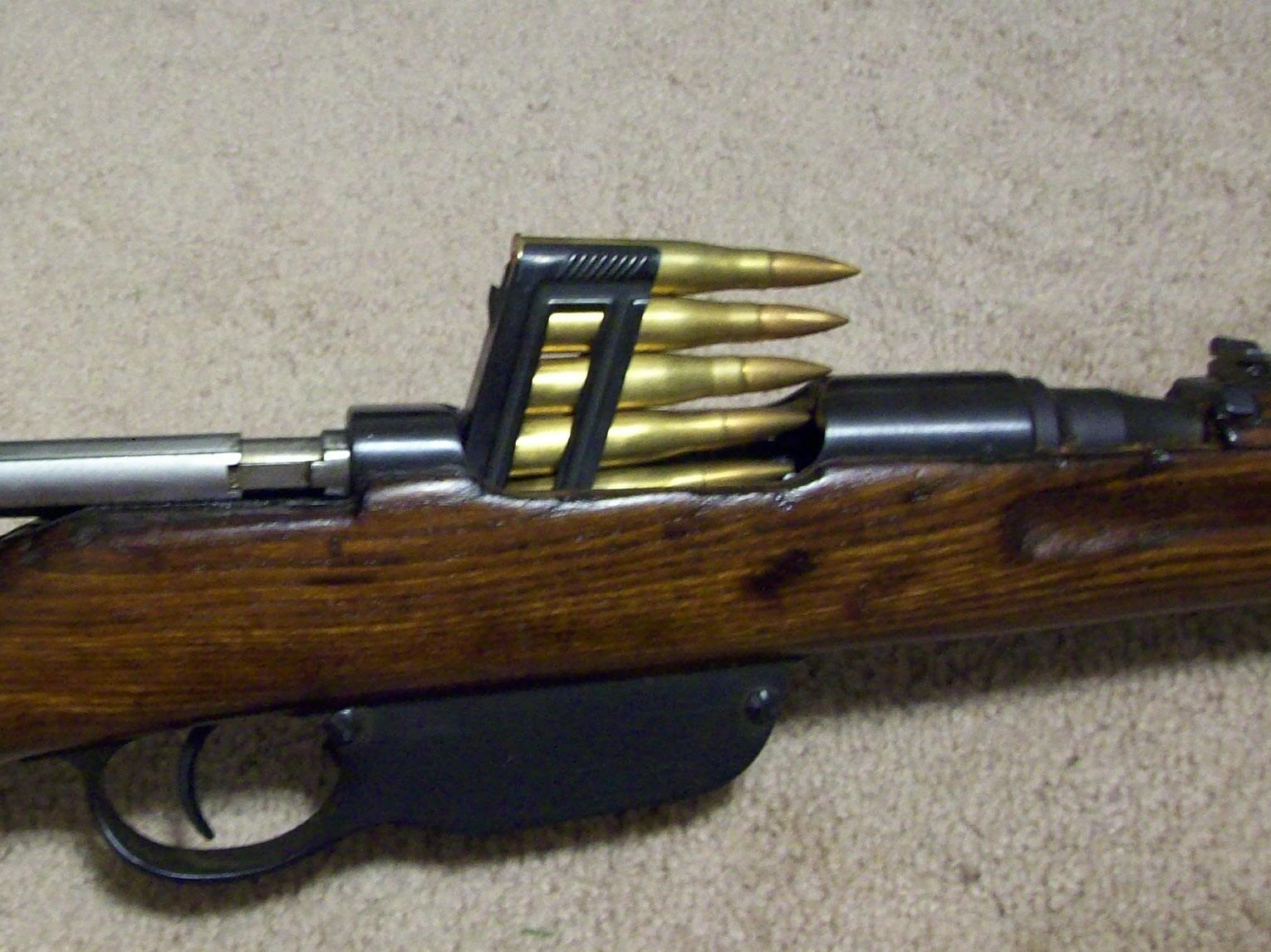
Винтовка Манлихер 1895 года, заряжаемая пачкой на 5 патронов. Опорожненная пачка выпадает через открытую снизу шахту серединного магазина.
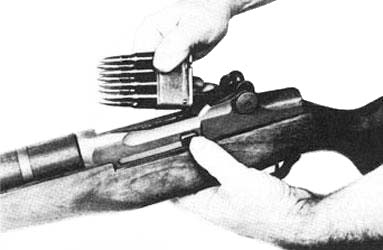
Заряжание винтовки M1 8-патронной пачкой с шахматным расположением патронов. Пустая пачка автоматически выбрасывается вверх.
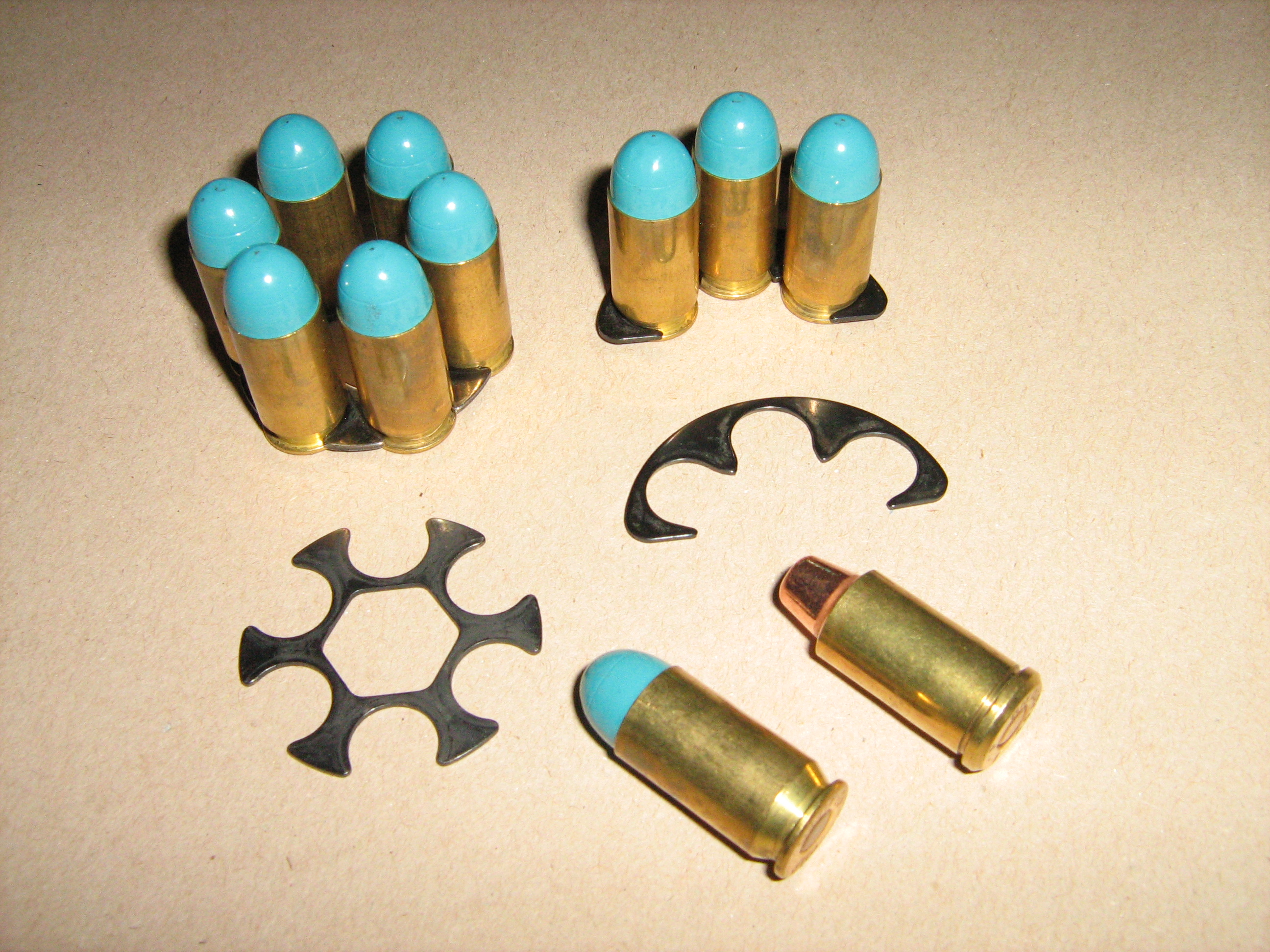
Сродни пачке обойма для револьвера (англ. moonclip), используемая для ускорения заряжания. Позволяет использовать в револьвере пистолетные патроны без выступающей закраины. Также используется для ускорения перезарядки.
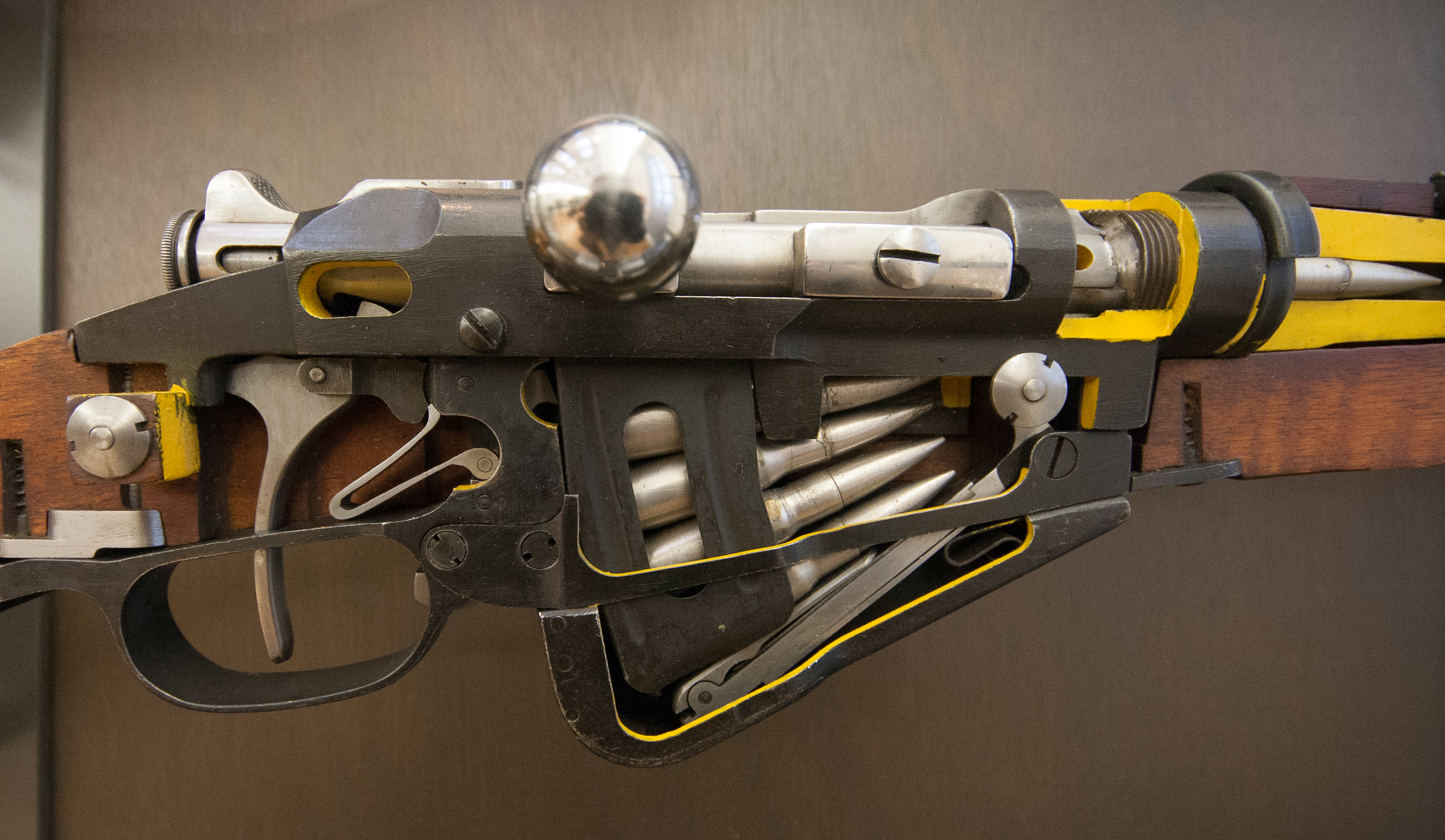
Винтовка Бертье.
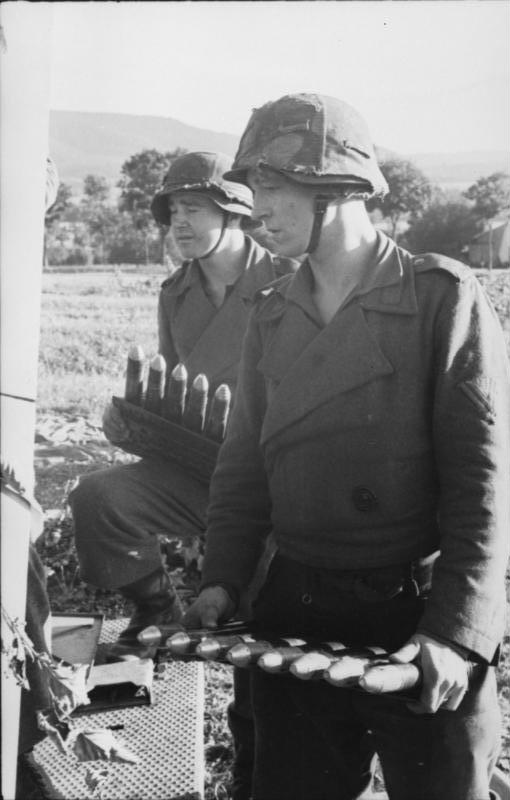
Артиллеристы с боеприпасами для 3,7 cm FlaK 43.